# Huabeisaurus
Huabeisaurus là một chi khủng long, được Pang & Cheng Z. mô tả khoa học năm 2000.